# Baburam Bhattarai
Baburam Bhattarai (ur. 26 maja 1954) – nepalski polityk, wiceprzewodniczący Komunistycznej Partii Nepalu (Maoistowskiej). Minister finansów w latach 2008–2009. Premier Nepalu od 29 sierpnia 2011 do 14 marca 2013.

## Młodość i edukacja
Baburam Bhattarai urodził się w wiosce Belbas w dystrykcie Gorkha, w rodzinie rolników z niższej klasy. Miał siostrę i dwóch braci. Uczęszczał do Amar Jyoti Janata School w Luintel w dystrykcie Gorkha.
Studiował w Indiach. Najpierw, w ramach międzyrządowego planu pomocowego dla Azji (tzw. Planu Colombo) na Panjab University w mieście Czandigarh, gdzie w 1977 uzyskał stopień licencjacki na kierunku architektura, a następnie w Szkole Planowania i Architektury w Nowym Delhi, gdzie uzyskał stopień magistra. W 1986 ukończył studia doktorskie z dziedziny planowania miejskiego na Uniwersytecie Jawaharlala Nehru w Nowym Delhi.

## Działalność polityczna
Bhattarai rozpoczął działalność polityczną w czasie studiów w Indiach. W 1977 założył tam Stowarzyszenie Nepalskich Studentów. Następnie został jednym z głównych działaczy Komunistycznej Partii Nepalu (Masal). W 1991, po rozpadzie tej partii, przyłączył się do Komunistycznej Partii Nepalu (Centrum Jedności) (Communist Party of Nepal (Unity Centre)). W tym samym roku partia utworzyła swoją platformę wyborczą, Zjednoczony Front Ludowy Nepalu (Samyukta Janamorcha Nepal – United People's Front Nepal), z Bhattaraiem jako swoim liderem.
W 1994 Komunistyczna Partia Nepalu (Jedność Centrum) rozpadła się na dwie grupy. Bhattarai przyłączył się do grupy o bardziej radykalnych poglądach, która później przekształciła się w Komunistyczną Partię Nepalu (Maoistowską). Bhattarai zyskał popularność w czasie wojny domowej w Nepalu (1996-2006), wyrażając publicznie niezadowolenie z polityki króla. W owym czasie był jednym z nieoficjalnych rzeczników ugrupowania, jego twarz pojawiała się najczęściej w doniesieniach prasowych na temat walk.
Na początku 2005 wszedł w konflikt z liderem partii, Prachandą. Oskarżył go o tworzenie wokół siebie kultu jednostki. Konsekwencją tych oskarżeń stała się degradacja w strukturach partyjnych. Jednakże już w lipcu 2005 wycofał się ze swoich poglądów i awansował w partii.
W wyborach do Zgromadzenia Konstytucyjnego w kwietniu 2008, uzyskał mandat w okręgu Gorkha-2 przytłaczającą ilością głosów. Zdobył ponad 46 tysięcy głosów, prawie o 40 tys. więcej niż jego rywal z Kongresu Nepalskiego.
22 sierpnia 2008 objął stanowisko ministra finansów w rządzie premiera Prachandy. Zajmował je do czasu upadku rządu 23 maja 2009. Zachował dominującą pozycję w strukturach partii, jako jej wiceprzewodniczący.

## Premier Nepalu

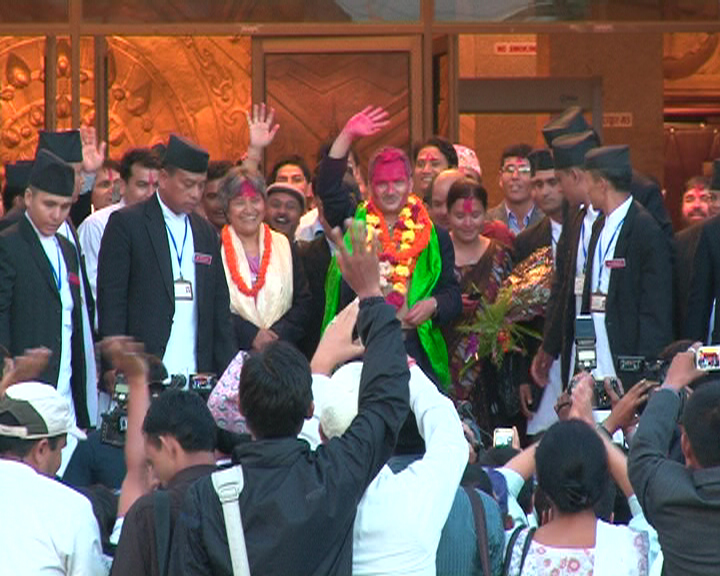
Premier Bhattarai po zaprzysiężeniu, 29 sierpnia 2011

28 sierpnia 2011 został wybrany przez Zgromadzenie Konstytucyjne na urząd premiera Nepalu. Jego wybór nastąpił po rezygnacji premiera Jhali Nath Khanala, który nie był w stanie przełamać impasu politycznego w kraju. Jego kandydatura uzyskała poparcie 340 deputowanych w 601-osobowym zgromadzeniu. Pokonał w ten sposób Ram Chandrę Poudela z Kongresu Nepalskiego, który uzyskał 235 głosów poparcia. Kandydaturę Bhattaraia, oprócz deputowanych z jego własnej partii, poparli również członkowie mniejszych partii regionalnych z południa kraju. Największe partie, Kongres Nepalski oraz Komunistyczna Partia Nepalu (Zjednoczenie Marksistowsko-Leninowskie), przeszły natomiast do opozycji. 29 sierpnia 2011 został zaprzysiężony na stanowisku.
Premier Bhattarai jako priorytet swojego rządu ogłosił zakończenie procesu pokojowego po wojnie domowej, w tym integrację do wojska 19 tys. byłych bojowników maoistowskich, pozostających wciąż w obozach w całym kraju, a także zakończenie procesu uchwalenia nowej konstytucji. Zapowiedział, iż jego celem będzie stworzenie szerokiego koalicyjnego rządu, a także walka z ubóstwem i bezrobociem.
W czasie pełnienia mandatu nie był jednak w stanie doprowadzić do uchwalenia ustawy zasadniczej i przełamania impasu politycznego w tym względzie. Jedną ze spornych kwestii pozostawała sprawa podziału terytorium kraju na jednostki administracyjne. Podczas gdy strona rządowa opowiadała się za oparciem administracji lokalnej na kryterium etnicznym, opozycja była temu przeciwna, obawiając się wzmocnienia regionalnych antagonizmów i wzrostu zagrożenia dla integralności państwa. W maju 2012 Sąd Najwyższy sprzeciwił się kolejnemu, już piątemu z kolei, przedłużeniu mandatu Zgromadzenia Konstytucyjnego. Wobec tego, w dniu jego wygaśnięcia 28 maja 2012, zostało ono rozwiązane, a rząd zadecydował o rozpisaniu nowych wyborów na 22 listopada 2012. Wskutek braku porozumienia z opozycją nie doszły one jednak do skutku w zaplanowanym terminie.
Dopiero 14 marca 2013 cztery największe partie polityczne (KPN(M), Kongres Nepalski, KPN(ZML), oraz United Democratic Madhesi Front) podpisały porozumienie w celu przezwyciężenia kryzysu. Na jego mocy powołany został nowy rząd na czele z bezpartyjnym Khilem Rajem Regmim, który zorganizować miał wybory parlamentarne w czerwcu 2013 celu powołania nowej legislatywy zdolnej do uchwalenia konstytucji.